# Selma Aliye Kavaf

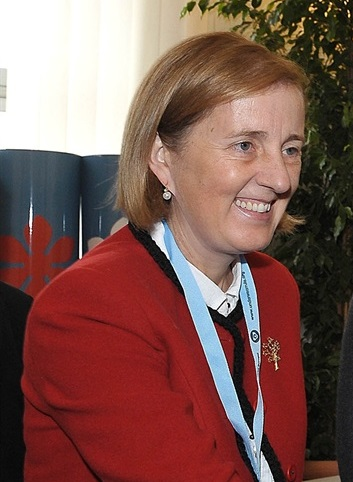
Selma Aliye Kavaf

Selma Aliye Kavaf (geborene Bostancı, * 1. Juli 1962 in Denizli) ist eine türkische Politikerin der Adalet ve Kalkınma Partisi. Im Jahr 2020 war sie Gründungsmitglied der Partei DEVA.

## Leben
Kavaf studierte an der Universität Ankara und arbeitete anschließend als Lehrerin. 2007 wurde sie als Abgeordnete für den Wahlbezirk Denizli in die Große Nationalversammlung der Türkei gewählt. Sie war als Nachfolgerin von Nimet Çubukçu vom 1. Mai 2009 bis 6. Juni 2011 Staatsministerin für Frauen und Familie.
Kavaf ist verheiratet und Mutter eines Kindes. In einem Interview mit der türkischen Zeitung Hürriyet erklärte sie 2010, dass sie Homosexualität „ablehnt“. Homosexualität sei eine „Krankheit“ und „Störung“, die behandelt werden müsse. Die türkische Schwulenbewegung protestierte damals noch öffentlich dagegen.